# Auld Lang Syne
Auld Lang Syne (Scots, englisch wörtlich old long since, sinngemäß „längst vergangene Zeit“) ist eines der bekanntesten Lieder im englischsprachigen Raum. Die Melodie geht auf ein pentatonisches schottisches Volkslied zurück. Das Lied wird traditionell zum Jahreswechsel gesungen, um der Verstorbenen des zu Ende gegangenen Jahres zu gedenken. Der deutsche Titel lautet Nehmt Abschied, Brüder. In der Pfadfinderbewegung gilt es weltweit als Abschiedslied, das am Ende von Veranstaltungen gesungen wird.

## Entstehungsgeschichte
Der Text basiert auf der Ballade Old Long Syne, publiziert im Jahre 1711 von James Watson. Sie zeigt erhebliche Ähnlichkeit mit der ersten Strophe und dem Chorteil des später vom Dichter Robert Burns notierten Stücks.
Am 17. Dezember 1788 erwähnt Burns in einem Brief an Frances Anna Dunlop, dass ihn das alte schottische Lied sehr berührt habe. Eine größere Öffentlichkeit erreichte das Lied im Jahre 1800, als Playford’s Original Scotch Tunes, eine Sammlung schottischer Lieder, erschien. Übersetzt bedeutet der Titel so viel wie „Für die gute alte Zeit“; oft werden auch die ersten Worte bzw. die erste Zeile Should auld acquaintance be forgot („Sollte alte Freundschaft [schon] vergessen sein“) als Titel angegeben.
Das Lied tauchte im Dezember 1907 in der Interpretation von Frank Stanley in den ersten amerikanischen Hitparaden auf, ebenso wie im Dezember 1921 die Version des Peerless-Quartets.
Als das kanadische Orchester Guy Lombardo & His Royal Canadians die Chance erhielt, am 31. Dezember 1929 als Hausband auf der New Year’s Eve Party im New Yorker Roosevelt-Hotel aufzutreten, spielten sie Auld Lang Syne kurz vor Mitternacht, was vom Countdown der letzten Sekunden begleitet wurde. Von da an gehörte es zur Tradition im Waldorf Astoria, wo das Lied bis 1976 am Silvesterabend gespielt wurde.
Da sämtliche Urheberrechtsfristen der Originalfassung sowie der vor 1954 entstandenen Fassungen und Übersetzungen abgelaufen sind, ist das Lied in den betreffenden Versionen mittlerweile als freies Liedgut klassifiziert.

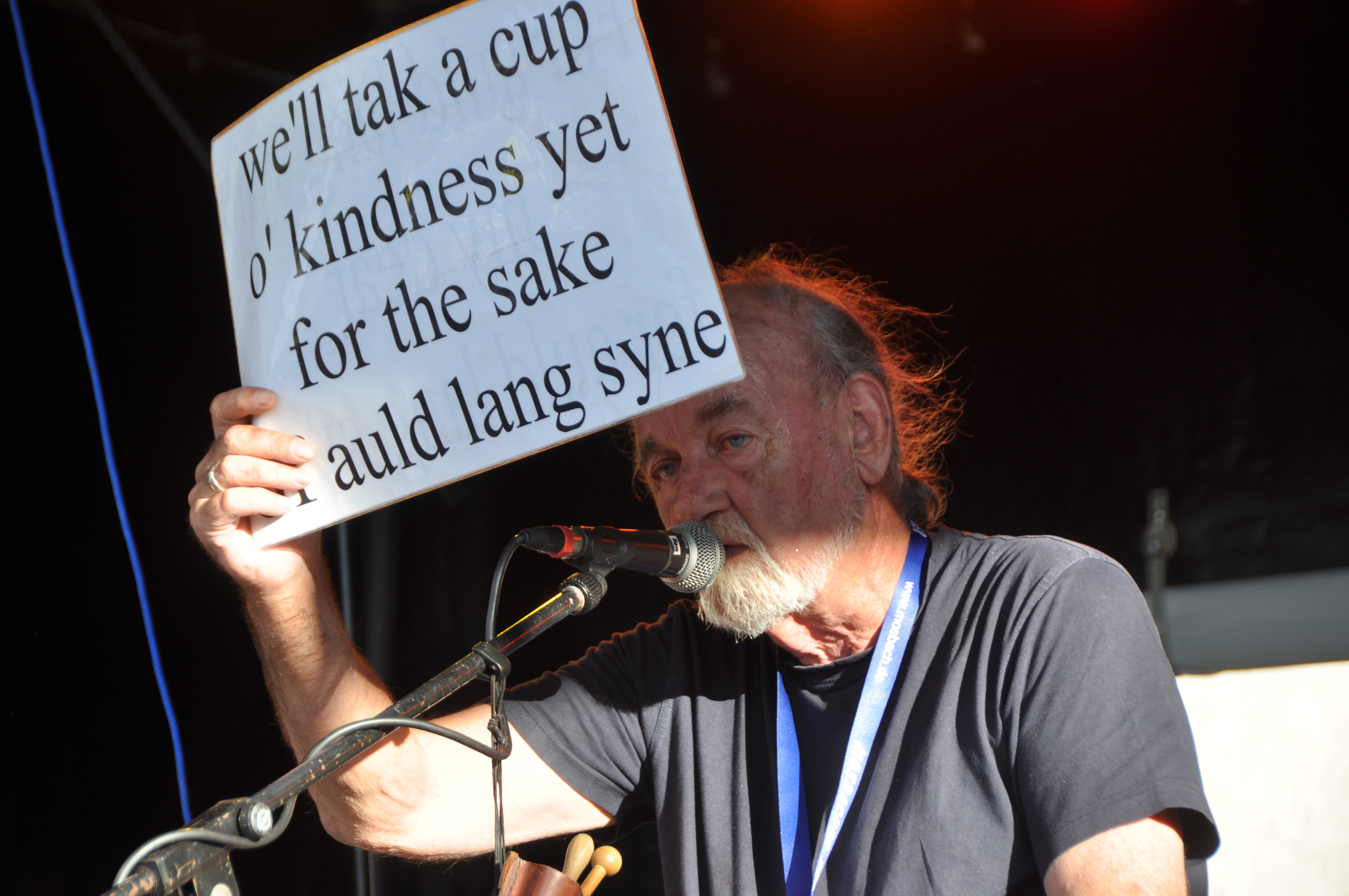
Die Folkband Aisleng singt gemeinsam mit dem Publikum zum Abschluss eines Konzerts Auld Lang Syne

## Weltweite Verbreitung

### Versionen
- Joseph Haydn vertonte nach seinen England-Besuchen 1790–1792 und 1794–1795 das Lied zusammen mit anderen schottischen Volksliedern (Hob. XXXIa:218) und trug damit erheblich zu seiner Popularisierung bei.[1][2]
- Ludwig van Beethoven setzte das Lied für seine 12 Schottischen Lieder (WoO 156). Es wurde 1859 zusammen mit weiteren Robert-Burns-Gedichten anlässlich dessen hundertsten Geburtstages von Georg Pertz übersetzt.
- Während der niederländischen Kolonialzeit in Indonesien spielten Tanjidor-Kapellen mit Blechblasinstrumenten das Lied unter dem indonesischen Titel Janjii Tua bei chinesischen Beerdigungsprozessionen in Jakarta.
- Das Lied wurde 1880 in Liederbüchern durch den amerikanischen Musikpädagogen Luther Whiting Mason in Japan bekannt gemacht. Mit einem Text von Chikai Inagaki (稲垣千頴) kündigt es heutzutage als Hotaru no Hikari (蛍の光, „Schimmer des Glühwürmchens“) den Ladenschluss in Kaufhäusern und Supermärkten an. Auch beim alljährlichen NHK-Silvester-Musikprogramm Kōhaku Uta Gassen wird Hotaru no Hikari zum Abschied gesungen.
- An der University of Virginia in Charlottesville in den USA ist die zugrundeliegende Melodie für den inoffiziellen University-Song benutzt worden. Diese Version heißt The Good Old Song und wird jeweils zu Beginn und am Ende eines Footballspiels der Collegemannschaft sowie nach jedem Touchdown gesungen.
- Vom dänischen Dichter Jeppe Aakjær stammt mit Skuld gammel venskab rejn forgo og stryges fræ wor mind?… eine nachgedichtete Fassung im regionalen Dialekt von Jütland, die als Abschiedslied bei Festen u. ä. recht populär geworden ist.[3][4]
- Der britische Komponist Joseph Holbrooke schrieb 1906 sein Op. 60 Auld lang syne – Variationen für Orchester. Als Titel tragen diese Variationen seine und die Initialen von 19 anderen musikalischen Freunden, u. a. von Edward Elgar und Richard Strauss.
- Wegen der Verwendung in der Pfadfinderbewegung wurde das Lied in zahlreiche Sprachen übertragen. Die deutsche Übertragung Nehmt Abschied, Brüder von Claus Ludwig Laue entstand für die Deutsche Pfadfinderschaft Sankt Georg;[5] die Übertragung Wie könnte Freundschaft je vergehn stammt von Hans Baumann. Eine österreichische Übertragung beginnt mit Nun Brüder, dieses Lebewohl. Die französische Version Faut-il nous quitter sans espoir ? – besser bekannt unter dem Refrain Ce n’est qu’un revoir – wurde von Jacques Sevin, dem Gründer der französischen Pfadfinderbewegung, verfasst.[6]
- Im Jahr 1961 erschien der Song Beim Candlelight des Duos James Brothers auf einer Polydor-Single. Die Melodie des Schlagers beruht auf Auld Lang Syne.
- In dem Beatles-Lied Christmas Time (Is Here Again) rezitiert John Lennon ein Gedicht und spielt dazu auf der Orgel die Melodie von Auld Lang Syne.
- Auf dem 1999 erschienenen Live-Album Live at the Fillmore East spielt Jimi Hendrix zum Jahreswechsel 1969/1970 eine stark improvisierte und ausgedehnte Version von Auld Lang Syne.
- Lena Valaitis verwendete die Melodie 1977 für ihren Titel Von irgendwo ertönt ein Lied.
- Dan Fogelberg veröffentlichte 1980 sein Lied Same old Lang Syne auf der LP The Innocent Age, in dem der Saxophonist Michael Brecker das Originalthema als Ausklang des Titels aufgreift.[7]
- Die Gruppe Furbaz mit Marie Louise Werth schuf im Jahr 1990 eine rätoromanische Version mit dem Titel In Bien Niev Onn, die im Album Nadal veröffentlicht wurde.
- Von dem Lied existiert auf dem Album Wir warten auf’s Christkind von 1998 auch eine Version der deutschen Punk-Rock-Band Die Toten Hosen.
- Eine weitere Interpretation dieser Art ist auf dem Album Clash of the Tartans der kanadischen Celtic-Punk-Band The Real McKenzies im selben Jahr und auf dem Album Ruin Jonny’s Bar Mitzvah der US-amerikanischen Punkrock-Coverband Me First and the Gimme Gimmes im Jahr 2004 erschienen. Unter dem Titel Im alten Jahr gibt es von der Mainzer Band Springtoifel ein Werk ähnlichen Stils, das sich textlich und inhaltlich äußerst grob an der o. a. deutschen Version Nehmt Abschied, Brüder zu orientieren scheint, tatsächlich aber wohl auf den Hans-Albers-Film Wasser für Canitoga zurückgeht.
- Cliff Richard sang 1999 zu dieser Melodie seinen Hit Millennium Prayer.
- Nach dem Titelgewinn bei der Fußball-Europameisterschaft 1988 durch die Niederländische Fußballnationalmannschaft wurde in den Niederlanden das Lied Wij houden van Oranje von André Hazes populär, dessen Refrain auf die Melodie von Auld Lang Syne gesungen wird. Anlässlich der Fußball-Weltmeisterschaft 2002 (zu der sich die Niederlande nicht qualifizieren konnten) wurde dies von dem österreichischen Sänger Helmut Schafzahl mit dem Lied Ohne Holland fahr’n wir zur WM parodiert.
- Eine weitere Variante mit dem Titel Wer weiß, was uns die Zukunft bringt aus dem Jahr 2003 stammt von dem deutschen Liedermacher Hannes Wader.
- Mariah Carey veröffentlichte auf ihrem zweiten Weihnachtsalbum Merry Christmas II You im November 2010 ihre Interpretation der Hymne. Der Klassiker beginnt traditionell und endet in einer Party-Version von Auld Lang Syne.
- Die Band Reel Big Fish veröffentlichte auf der Download-EP Happy Skalidays im Jahr 2014 eine Ska-Version.
- Die Band dArtagnan veröffentlichte 2017 mit Wer weiß eine Version mit dem Text von Hannes Wader.
- Die Gothic-Rock-Band ASP veröffentlichte im Dezember 2017 eine zum größten Teil auf Deutsch gesungene, eigene Interpretation des Liedes, in welchem sie den Fans für das vergangene Jahr danken. Es trägt den Titel Nehmt Abschied.
- Als B-Seite der Weihnachts-Single Driving Home for Christmas coverte der schottische Sänger Nathan Evans im Dezember 2021 auch Auld Lang Syne.[8]
- Die deutsche Band Broilers veröffentlichte im Dezember 2021 ihr Weihnachtsalbum Santa Claus. Der finale Titel Vor Mitternacht (Auld Lang Syne) greift den Refrain und die Melodie auf.

### Filme
- In der Abschiedsszene vor seiner Abreise nach England, in welcher Der kleine Lord (1936) von Mr. Hobbs getrennt wird, und wenn dieser mit Dick Tipton über Cedric spricht, wird Auld Lang Syne instrumental ins musikalische Thema eingebettet.
- In der Liebeskomödie Mr. Deeds geht in die Stadt aus dem Jahr 1936 spielt ein Orchester das Lied, als Mr. Deeds mit der Eisenbahn die Stadt verlässt.
- Im UFA-Film Wasser für Canitoga von 1939 gibt es eine Version mit Hans Albers und einem Text von Hans Fritz Beckmann.
- Eine große Rolle spielte das Lied im Filmdrama Abschied auf Waterloo Bridge aus dem Jahr 1940.
- In der US-amerikanischen Tragikomödie Die unvergessliche Weihnachtsnacht aus dem Jahr 1940 wird das Lied beim Scheunentanz gespielt und von allen Darstellern gemeinsam gesungen.
- Das Lied fand 1942 Verwendung in Charlie Chaplins Tonfassung seines Films Goldrausch von 1925 (hier instrumental in der Klavierbegleitung des Stummfilms).
- In Frank Capras Tragikomödie Ist das Leben nicht schön? von 1946 mit James Stewart und Donna Reed wird in der letzten Szene eine Version von allen Darstellern gemeinsam gesungen. Der Film avancierte zu einem der bekanntesten Weihnachtsfilme aller Zeiten.
- Als Kennmelodie für das Motiv des Abschieds wird das Lied in den Filmen Die große Liebe meines Lebens (1957) von Leo McCarey und in Splendor (1989) von Ettore Scola gesungen.
- In Unternehmen Petticoat von 1959 singt die Besatzung das Lied bei einem Neujahrsfest auf dem Deck des aufgetauchten U-Bootes.
- Im Kinofilm Frankie und seine Spießgesellen von 1960 spielt das Lied eine entscheidende Rolle in Bezug auf die geplante Dauer des Einbruchs der Bande in fünf Casinos von Las Vegas.
- In der Liebeskomödie Das Appartement aus dem Jahr 1960 wird das Lied während einer Silvesterfeier gespielt.
- In der Teenie-Komödie Can’t Buy Me Love (1987) läuft Ronald Miller zu den Klängen von Auld Lang Syne in der Silvesternacht allein und verlassen nach Hause, nachdem er zuvor auf einer Silvesterparty blamiert wurde und alle seine Freunde verloren  hat. Der Kontrast von versöhnlicher Gemeinschaft und schroffer sozialer Ausgrenzung wird so deutlich akzentuiert.
- Auch in der Schlussszene von Harry und Sally (1989) spielt das Lied eine Rolle.[9]
- Im deutschen Spielfilm Charlie & Louise – Das doppelte Lottchen (1994) wird es in einer Piano-Version gespielt.
- Im Film Forrest Gump (1994) wird das Lied auf der Silvesterparty gespielt, als um Mitternacht der Konfettiregen auf den beinlosen Lieutenant Dan niedergeht.
- Bis dann, mein Sohn (2019) greift die chinesische Version des Stückes als wiederkehrendes Leitmotiv auf.

Darüber hinaus wird das Lied in zahllosen Filmen und Serienepisoden, fast immer im Zusammenhang mit einer Silvesterfeier, gespielt. IMDb führt in einer unvollständigen Liste eine dreistellige Zahl von Nutzungen im Film.

### Sonstiges
- Während der Last Night of the Proms wird das Lied traditionell nach Beendigung des Konzerts vom Publikum a cappella gesungen.
- Im Anschluss an die Abstimmung des Europäischen Parlaments über das Austrittsabkommen mit Großbritannien sang am 29. Januar 2020 ein Großteil der Abgeordneten gemeinsam das Lied im Plenum.

## Text nach Robert Burns
Should auld acquaintance be forgot

And never brought to mind?

Should auld acquaintance be forgot,

and days of auld lang syne?

Refrain:

For auld lang syne, my jo

For auld lang syne

We’ll tak’ a cup o’ kindness yet

For auld lang syne

And surely ye’ll be your pint-stoup

And surely I’ll be mine

And we’ll tak’ a cup o’ kindness yet

For auld lang syne.

We twa hae run about the braes,

and pou’d the gowans fine

But we’ve wander’d mony a weary fit,

sin’ auld lang syne.

We twa hae paidl’d in the burn,

frae morning sun till dine

But seas between us braid hae roar’d,

sin’ auld lang syne.

And there’s a hand, my trusty fiere

And gie’s a hand o’ thine

And we’ll tak’ a right gude-willie waught

for auld lang syne.
Sollte alte Freundschaft vergessen sein

Und ihrer nicht mehr gedacht werden?

Sollte alte Freundschaft vergessen sein

und auch die guten alten Zeiten?

Refrain:

Der alten Zeiten wegen, mein Lieber,

Der alten Zeiten wegen

Lass uns zueinander recht freundlich sein,

Der alten Zeiten wegen.

Und gewiss bestellst Du Deinen Maßkrug

Und gewiss bestelle ich den meinen,

Und wir nehmen noch einen Becher Freundlichkeit

Der alten Zeiten wegen.

Wir beide sind über die Hügel gelaufen

Und pflückten die herrlichen Gänseblümchen,

Doch wanderten wir manch müden Schritt

Seit diesen alten Tagen.

Wir beide haben im Fluss gepaddelt

Vom Morgen bis zum Abendrot

Doch haben seither weite Meere zwischen uns getost,

Seit diesen alten Tagen.

Und hier ist meine Hand, mein treuer Freund,

Und schlag ein mit der Deinen!

Und dann lass uns einen ordentlichen Schluck nehmen

Der alten Zeiten wegen.

## Melodie
nach digital.nls.uk